# Arne Melberg
Bo Arne Evert Melberg, född den 18 december 1942 i Kungsholms församling i Stockholm, är en svensk litteraturvetare. Melberg är professor emeritus i litteraturvetenskap vid Universitetet i Oslo (”allmenn litteraturvitenskap”). 
Melberg disputerade för doktorsgraden vid Stockholms universitet 1973. Han var med och startade tidskriften Kris 1977. Han blev professor i Oslo 1987.  Melberg har publicerat 25 böcker och medverkat med ett stort antal understreckare i Svenska Dagbladet. Han har även översatt böcker från engelska, franska och tyska. 
Han är gift med Enel Melberg.

## Priser och utmärkelser
- Svenska Akademiens Schückpris 1998
- Svenska Akademiens Essäpris 2014
- Samfundet De Nios John Landquists pris 2015